# GCS (motorfietsmerk)
GCS is een Australisch historisch merk van motorfietsen.
De bedrijfsnaam was: George Charles Stilwell, Melbourne.
Over het algemeen kwamen de motorfietsen in Australië uit Groot-Brittannië, maar in de oorlogsjaren kwam de hele Britse motorindustrie tot stilstand. Wellicht is dat de reden dat George Charles Stilwell in 1914 JAP-inbouwmotoren in eigen frames ging bouwen. Het betrof onder andere V-twins van 490- en 746 cc. In 1917 werd de productie van de GCS-motorfietsen beëindigd, waarschijnlijk omdat ook de levering van inbouwmotoren niet meer mogelijk was. 